# 多口径单兵武器
多口径单兵武器（MCIWS）是印度开发的一种突击步枪。

## 开发
印度陆军发现在不同的环境下需要不同的步枪。于是武器裝備研究與發展局（英語：Armament Research & Development Establishment，簡稱：ARDE）决定设计一种类似FN SCAR突击步枪的，能够切换口徑的單兵武器系統。MCIWS被设计成能够使用5.56×45毫米小口徑步槍弹对付400米的敌人，使用7.62×39毫米口徑中間型威力步槍弹对付300米的敌人，而且还能使用一種全新的6.8毫米口徑子弹，这看来是受了6.8×43毫米雷明登SPC子彈的影响。
其中一把MCIWS的原型枪在DEFEXPO 2014武器展覽上展出。